# Gordon Fowler
Gordon Edward Fowler (ur. 4 września 1886 w Norbiton, zm. 26 listopada 1953 w Ryde) – brytyjski żeglarz sportowy, medalista olimpijski.
Podczas letnich igrzysk olimpijskich w Paryżu (1924) zdobył srebrny medal w żeglarskiej klasie 8 metrów, wspólnie z Ernestem Roneyem, Thomasem Riggsem, Edwinem Jacobem oraz Walterem Riggsem (załoga jachtu Emily). Startował również w klasie monotyp olimpijski, w której zajął 7. miejsce. Drugi raz na igrzyskach  olimpijskich wystąpił w Amsterdamie (1928), zajmując 9. miejsce w klasie jole 12-stopowe.
Gordon Fowler uczył się w Queen Elizabeth's Grammar School w Kingston upon Thames, którą ukończył w wieku 16 lat. Kolejne lata życia spędził podróżując i pracując na całym świecie. Najpierw pojechał do Nowej Zelandii, gdzie pracował na ranczu owiec, a następnie wyjechał do Kanady, gdzie był drwalem, kowbojem, policjantem i pasterzem. Stamtąd udał się do Afryki Zachodniej i Środkowej, po czym zdecydował się wrócić do Anglii i pełnił różne stanowiska nauczycielskie w szkołach przygotowawczych na terenie całego kraju. Następnie przeszedł do sektora przemysłowego jako jeden z pracowników naukowych firmy Courtaulds, jednego z największych brytyjskich producentów tekstyliów. Ostatecznie osiadł we Wschodniej Anglii, gdzie pracował w przedsiębiorstwie British Sugar Corporation w Ely. W tym czasie działał też w sektorze publicznym, jako radny hrabstwa Ely i radny okręgu miejskiego.
Podczas I wojny światowej Fowler służył w Królewskiej Artylerii we Francji i Włoszech. Został ranny, w wyniku czego przeszedł na emeryturę jako niezdolny do służby, osiągając stopień majora. Był wszechstronnym sportowcem, którego pasją było żeglarstwo. Poświęcił się ściganiu małych łodzi i przez prawie 40 lat był kapitanem klasy pontonów w klubie Seaview Yacht Club na wyspie Wight. Fowler był również hokeistą, osiągając sukcesy w rywalizacji krajowej, jak również uczestnicząc w rywalizacji międzynarodowej. Pracował w angielskiej komisji hokeja międzynarodowego. Był również członkiem British Motorboat Club oraz pasjonował się archeologią, pracując na torfowiskach we wschodniej Anglii. 